# Viktoria Huse
Viktoria Huse née le 24 octobre 1995, est une joueuse de hockey sur gazon. Elle évolue au poste de milieu de terrain au Der Club an der Alster et avec l'équipe nationale allemande.
Elle a participé à la Coupe du monde 2018 et aux Jeux olympiques d'été de 2020.

## Carrière

### Coupe du monde
- Top 8 : 2018

### Championnat d'Europe
- : 2019, 2021

### Jeux olympiques
- Top 8 : 2020